# Thalassoma ascensionis
Thalassoma ascensionis е вид лъчеперка от семейство Labridae.

## Разпространение
Видът е разпространен в Асенсион и Тристан да Куня и Остров Света Елена.